# James McRae
James McRae (Adelaide, 27 de junho de 1987) é um remador australiano, medalhista olímpico.

## Carreira
McRae competiu nos Jogos Olímpicos de 2008, 2012 e 2016, sempre no skiff quádruplo. Em sua primeira aparição, em Pequim, integrou a equipe da Austrália que finalizou em quarto lugar. Em Londres, novamente esteve com a equipe australiana, dessa vez obteve a sua primeira medalha, de bronze. Quatro anos depois, no Rio de Janeiro, subiu um degrau a mais no pódio e conquistou a medalha de prata.